# Cranistus
Cranistus is een geslacht van insecten die behoren tot de familie van de krekels (Gryllidae). De wetenschappelijke naam van het geslacht is voor het eerst geldig gepubliceerd in 1861 door Stål. Het geslacht omvat zeven soorten. De soorten van dit geslacht komen voor in Zuid-Amerika.

## Soorten
Hieronder volgt een lijst van soorten van dit geslacht:
- Cranistus bolivianus
- Cranistus burmeisteri
- Cranistus canotus
- Cranistus colliurides
- Cranistus macilentus
- Cranistus setosus
- Cranistus similis